# Château de Kanazawa
Pour les articles homonymes, voir Kanazawa (homonymie).
Le château de Kanazawa (金沢城, Kanazawa-jō) est un grand château japonais situé à Kanazawa, préfecture d'Ishikawa au Japon. Il est adjacent au célèbre jardin Kenroku-en qui était autrefois le jardin privé extérieur du château.

## Histoire

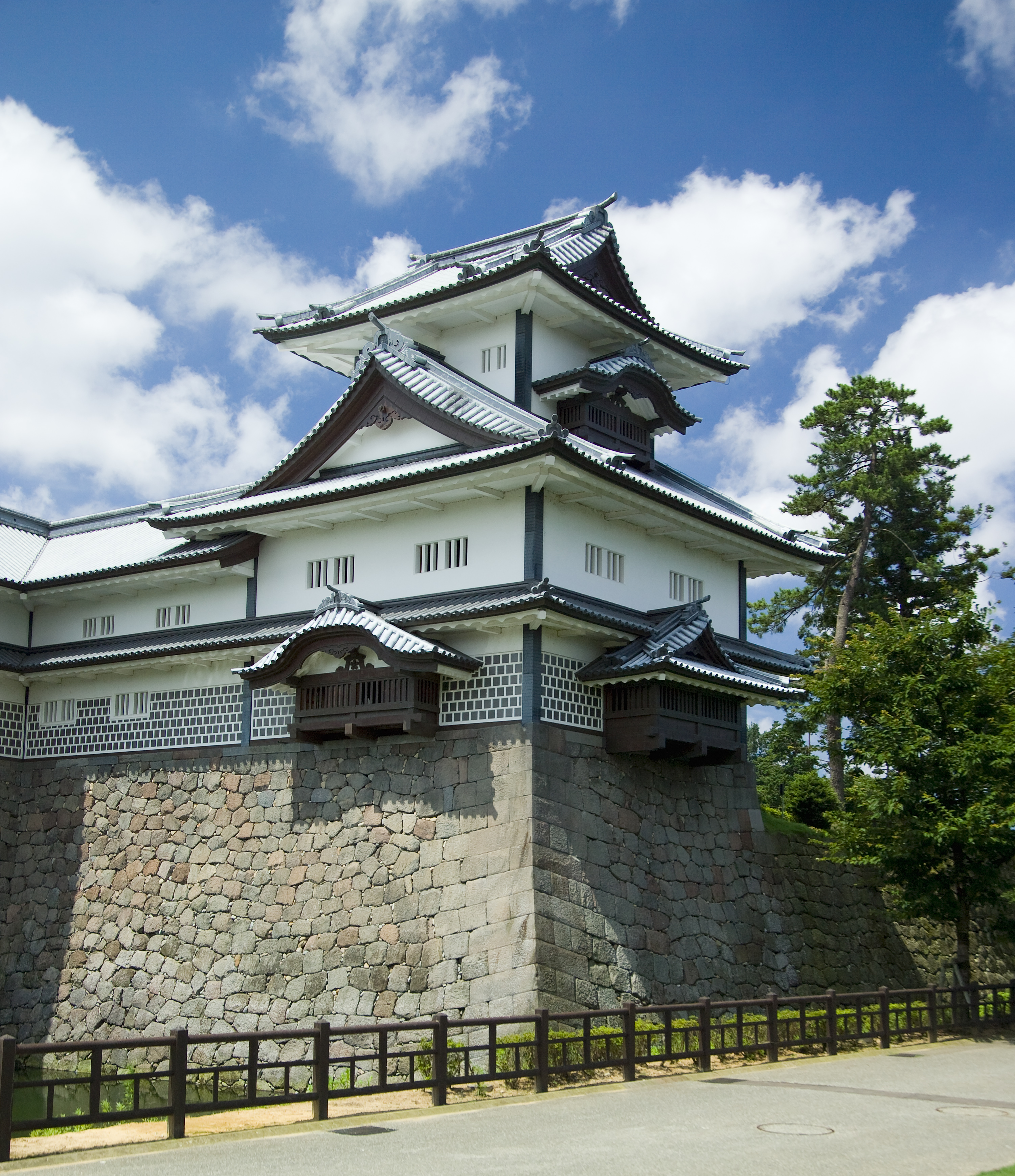
Château de Kanazawa avec la yagura Hashizume-mon Tsuzuki et la porte Hashizume-ichi-no-mon.

Le château est fondé en 1583 quand le clan Maeda s'installe à Kanazawa pour établir le domaine de Kaga. Il est en grande partie reconstruit en 1592 après l'invasion japonaise de la Corée (1592-1598), époque à laquelle sont creusées ses douves. Il est incendié et reconstruit en 1620-1621 et encore une fois en 1631-1632, puis presque entièrement anéanti lors du grand incendie de Kanazawa de 1759, reconstruit ensuite en 1762 et 1788 (Ishikawa-mon Gate). Après plusieurs incendies mineurs et un séisme, le château est de nouveau détruit par un incendie en 1881.
Ce qu'il en reste, y compris la porte Ishikawa de 1788, fait maintenant partie du parc du château. Le Sanjukken Nagaya (une « importante propriété culturelle ») et l’entrepôt Tsurumaru constituent les deux autres structures restantes.
La yagura Hishi, l'entrepôt Gojikken Nagaya et la yagura Hashizume-mon Tsuzuki ont été fidèlement restaurés en 2001, tels qu'ils étaient en 1809, en usant de techniques traditionnelles de construction. Les fûts d'arbres utilisés de nos jours sont des cyprès du Japon avec de gros cyprès américains pour les poutres des plafonds. Cela représente une structure intérieure si grande qu'à la fin du XVIIe siècle elle était appelée « le palais des 1 000 tatamis ». Les tuiles blanchâtres distinctives du château sont faites de plomb. La raison en est que non seulement elles sont ignifuges, mais la légende veut qu'en cas de siège, elles peuvent être fondues et moulées en balles.
La porte Nezumitamon et son pont ont été reconstruits en 2020. « Cette porte du château comporte une tourelle au-dessus de l'entrée. On ne sait pas exactement quand elle a été construite à l'origine, mais des matériaux anciens, comme une carte de l'époque, indiquent qu'elle existait déjà au début du XVIIe siècle. La porte a été épargnée par l'incendie de 1759 qui a détruit de nombreux bâtiments dans l'enceinte du château, et elle a été entretenue tout au long du XIXe siècle. 
Comme les autres portes de l'enceinte du château, le toit est couvert de tuiles en plomb, et les murs extérieurs sont enduits de plâtre blanc au-dessus des carreaux namako qui couvrent une grande partie de chaque mur. Cependant, le plâtre reliant les carreaux ici est noir, plutôt que blanc comme d'habitude, ce qui lui donne une apparence distinctive, unique parmi les portes du château.
Le pont Nezumitamon était l'un des plus grands ponts en bois de l'enceinte du château, traversant le fossé rempli d'eau entre les zones Gyokusen’inmaru et Kanaya Demaru. Il a été reconstruit plusieurs fois et a tenu jusqu'au XIXe siècle.
En 1877, le pont Nezumitamon a été démoli en raison de son âge et de son usure, et en 1884, la porte Nezumitamon a été détruite dans un incendie. Plus tard, le fossé environnant a été comblé, supprimant toute trace de ces éléments du château. ».
La cérémonie d'inauguration des travaux du palais Ninomaru, dernière étape de la restauration du château de Kanazawa, connue sous le nom de « construction du château Heisei », a eu lieu le 9 mars 2025. Selon le Hokuriku Shimbun, le palais Ninomaru était le plus grand bâtiment du château et servait de centre administratif au domaine de Kaga. La préfecture d'Ishikawa prévoit de restaurer progressivement sur plusieurs années l'« Omote-muki » (salle de réception) où le seigneur du domaine dirigeait les affaires gouvernementales .

## Caractéristiques
- Yagura Hishi : tour de guet à deux étages. Hauteur du toit : 17,34 m au-dessus du mur de pierres. Superficie totale au sol : 255,35 m2. Cette tour est construite selon un léger angle avec le reste de la structure, ce qui a pour conséquence de donner aux piliers internes une forme en diamant et rend difficile la mise en place de connexions dans le complexe réseau interne entre les piliers et les poutres.

- Gojikken Nagaya : long yagura à un étage et plusieurs côtés, semblable à un hall et servant normalement d'entrepôt. Hauteur du toit : 9,35 m à 10,08 m au-dessus du mur de pierres. Superficie totale au sol : 1 384,95 m2.
- Yagura Hashizume-mon Tsuzuki : tour de guet et poste de commande à trois étages. Hauteur du toit : 14,6 m au-dessus du mur de pierres. Superficie totale au sol : 253,93 m2.
- Porte Hashizume-ichi-no-mon : porte d’accès.
- Tsuru-no-maru Dobei : double mur en terre. Hauteur du toit : 2,91 m au-dessus du mur de pierre.
- Porte Ishikawa-mon : porte d'entrée avec deux styles distincts d'ouvrages en pierre. Elle a été désignée « importante propriété culturelle nationale » par le gouvernement. Cette porte fait face à l'une des entrées du parc de Kenroku-en.

Le château se trouve au milieu d'une grande étendue, actuellement organisée entre de larges pelouses et une zone boisée.
Jusqu'en 1989, l'université de Kanazawa était située sur l'emplacement du château. Le grand campus est à présent situé à la limite de la ville dans une zone appelée Kakuma. Avant la Seconde Guerre mondiale, le site servait de quartier général à la 9e division de l'Armée impériale japonaise.

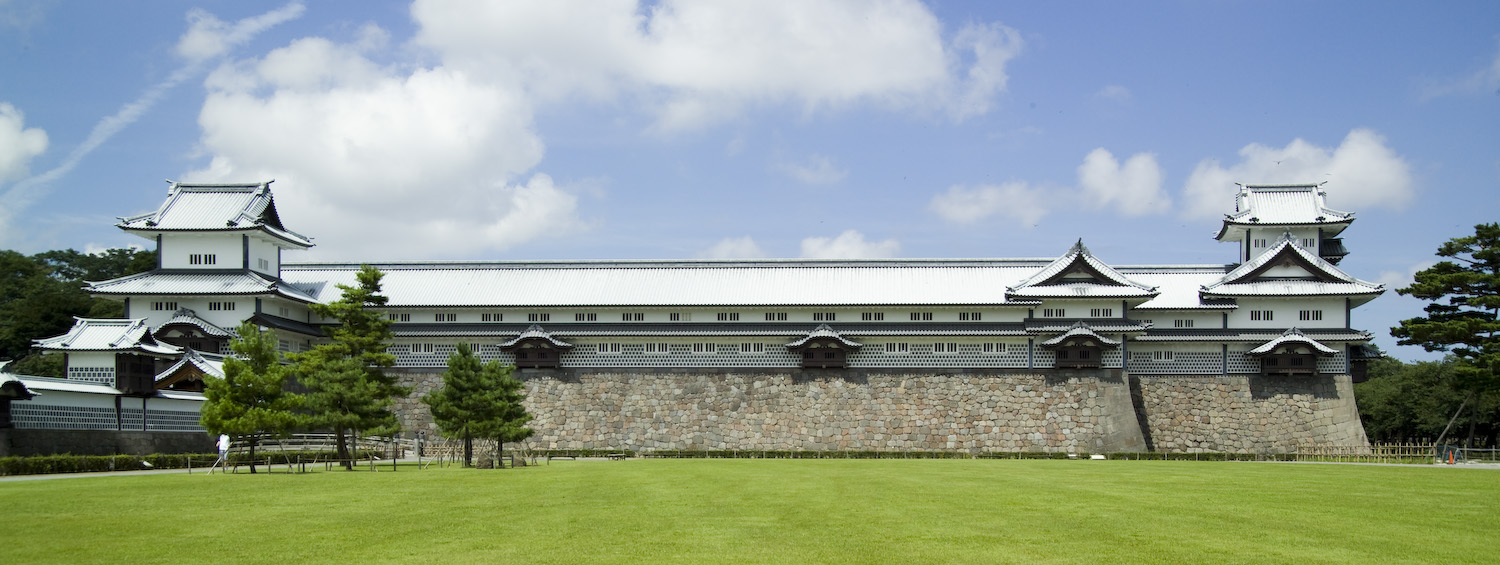
Nagaya et yagura.

## Galerie

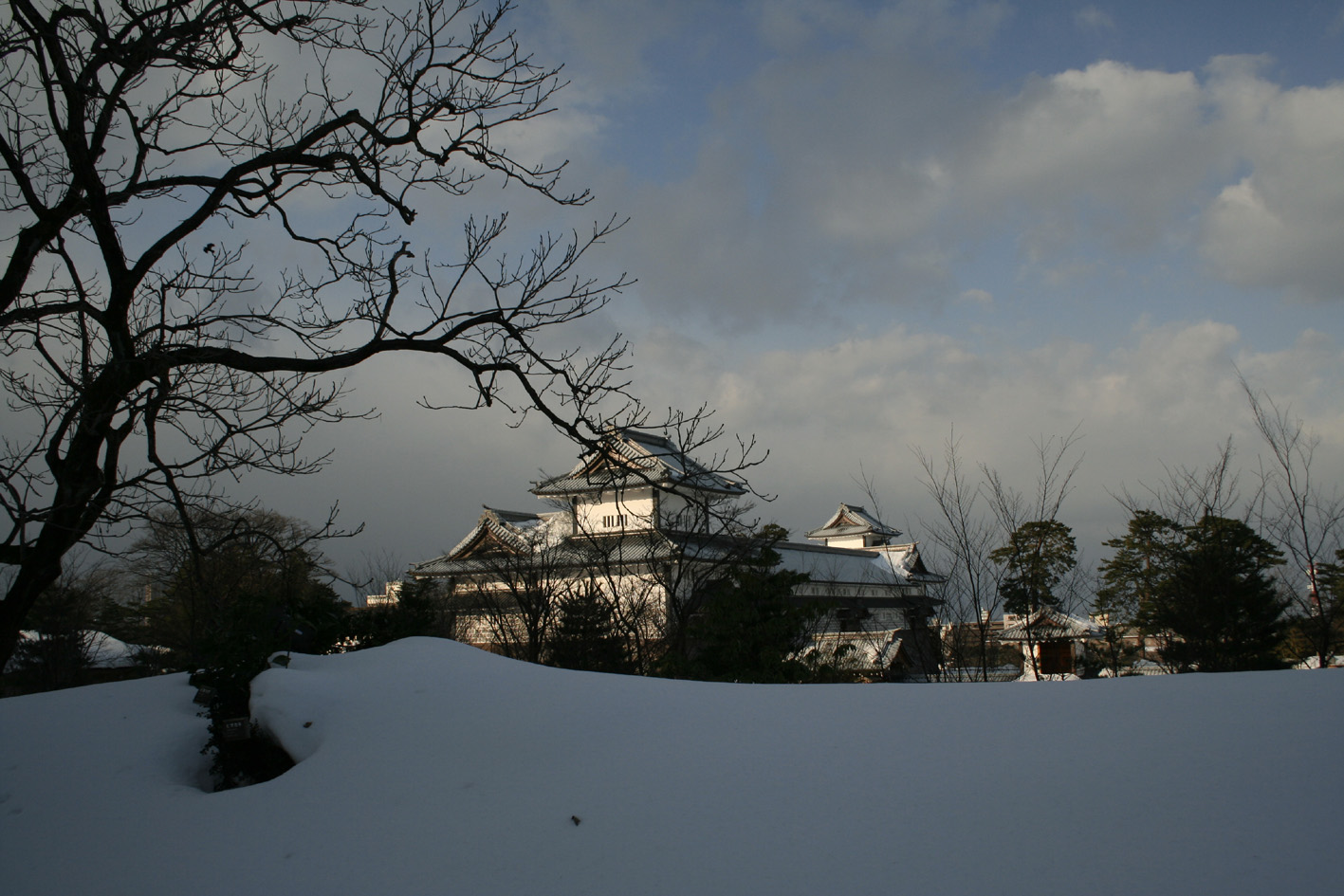
Le château en hiver.
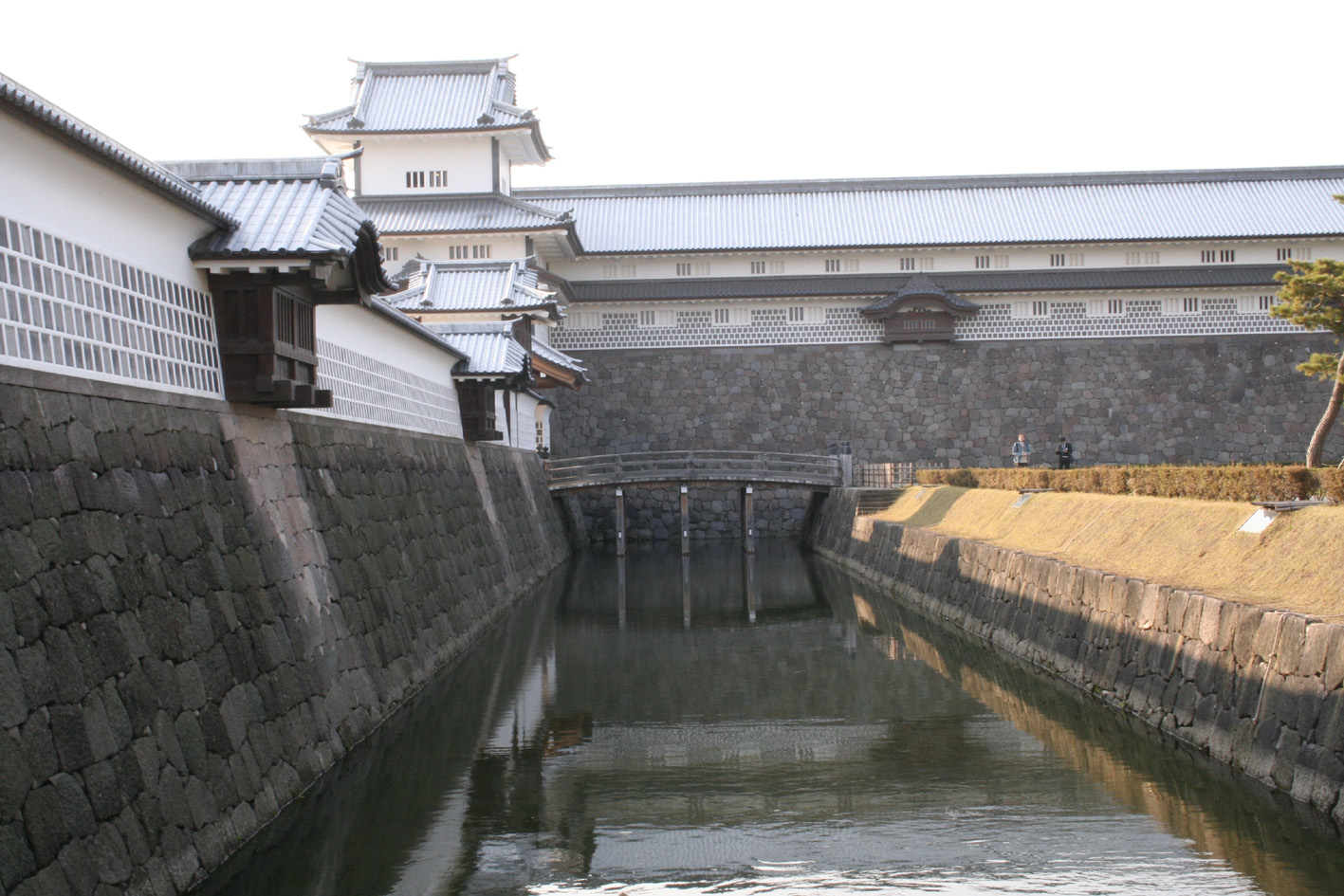
La douve du château.
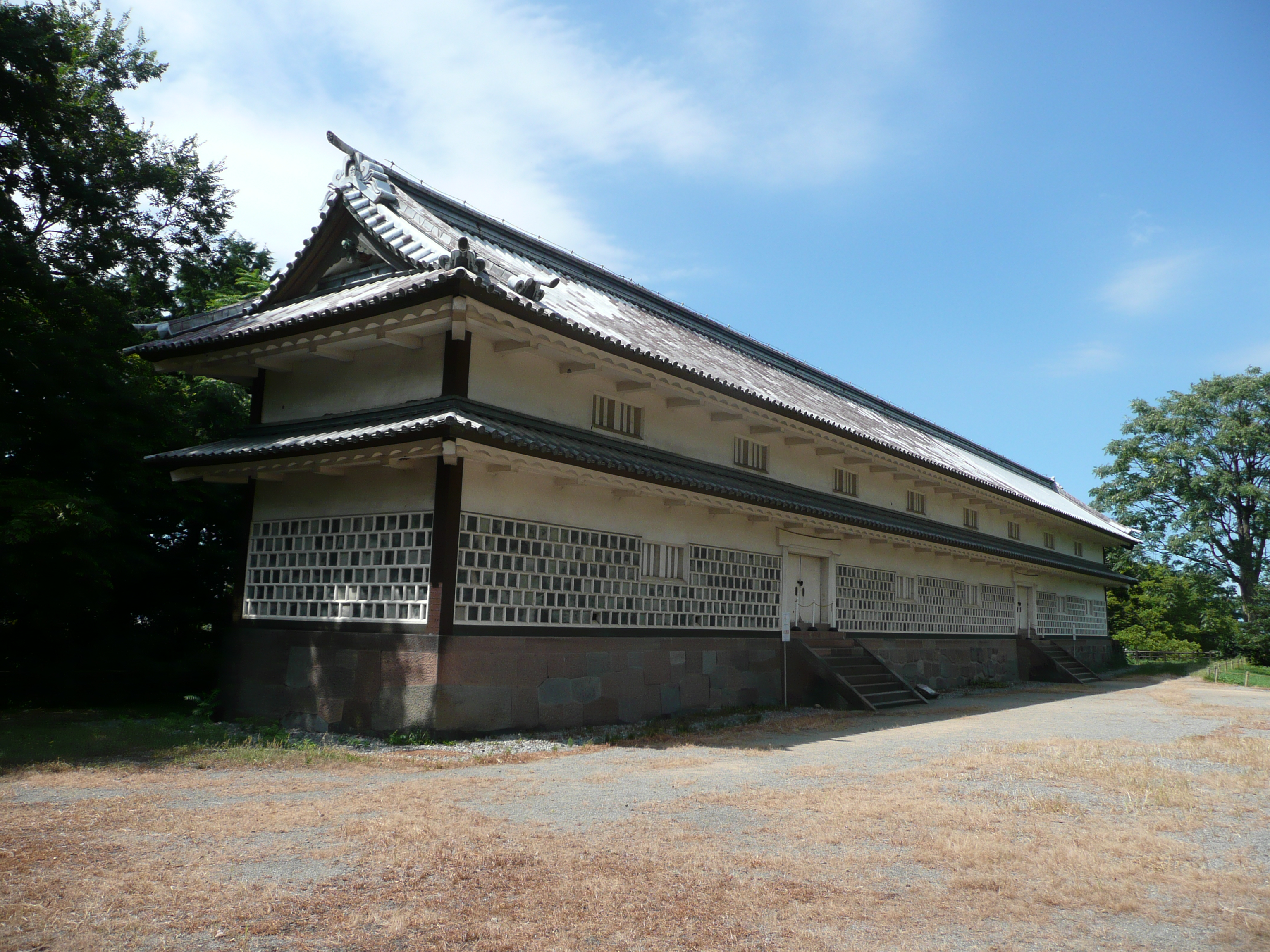
Yagura du château.